# کال نهاجرد
رودخانه کال نهاجرد، دارای رژیم سیلابی است و حوزه آن ۶۲ کیلومتر مربع، جریان عادی این رودخانه ۵% مترمکعب در ثانیه برآورد گردیده‌است. این رودخانه از کوههای شاه حسن سرچشمه گرفته و پس از عبور از روستای بانی در و زالی در روستای دستجرد به کال ولایت می‌پیوندد نام اصلی این رودخانه درگذشته نهامود بوده که به مرور زمان به نهاجرد تغییر نام داده‌است و امروزه در روستاهای اطراف به نام کال داشخانه نیز شناخته می‌شود.